# Maskinerna är våra vänner
Maskinerna är våra vänner är en pop-sång skriven och framförd av den svenske artisten Kjell Höglund år 1986. Låten släpptes som singel september 1986 och fanns även med på det senare samlingsalbumet Glöd (1988). Det spelades även in en musikvideo med låten, Höglunds första, där Höglund själv uppträder.
En recension i Göteborgs-Tidningen beskrev låten som att den "förenar proggmusik med moderna tongångar."
Singelns baksida är låten "Djävulens alternativ" som även finns med på Höglunds album Hemlig kärlek (1986).

## Låtlista (singel)
Text och musik: Kjell Höglund
1. Maskinerna är våra vänner - 3:46
2. Djävulens alternativ - 3:44